# Tampico-Madero FC
Der Tampico-Madero Fútbol Club ist ein mexikanischer Fußballverein, der – seinerzeit noch unter der Bezeichnung Club Deportivo Tampico – 1945/46 zusammen mit dem CF Monterrey und dem Club San Sebastián de León in die Primera División, die höchste Spielklasse des mexikanischen Vereinsfußballs, aufgenommen wurde, nachdem die FMF die Erweiterung der seinerzeit noch jungen Profiliga von zuvor 13 auf nunmehr 16 Teams beschlossen hatte. Einer der Erzrivalen des Vereins sind die UAT Correcaminos, gegen die der Clásico Tamaulipeco bestritten wird. 

## Vorgeschichte
Im November 1911 kamen einige Engländer, die zuvor in Mexiko-Stadt gelebt und beim Reforma Athletic Club gespielt hatten, aus beruflichen Gründen nach Tampico, um in der Cia. Petrolera „El Aguila“ zu arbeiten. Gemeinsam mit einigen Arbeitern der Erdölraffinerie gründeten sie den ersten Fußballverein der Stadt und gaben ihm den Namen British Club; in Anlehnung an den gleichnamigen Hauptstadtverein, der 1902 von dem Fußballpionier Percy Clifford ins Leben gerufen wurde und 1908 die Meisterschaft gewonnen hatte. Als infolge der Kampfhandlungen des Ersten Weltkriegs viele seiner Mitglieder in die Britische Armee eingezogen wurden, fiel die Mannschaft um 1915 auseinander und verschwand.
Etwa zur selben Zeit entstand aus der zahlenmäßig großen spanischen Gemeinschaft in Tampico Anfang 1915 der CD Español de Tampico, aus dem aufgrund einer zwischen den spanischen Gemeinden von Mexiko geschlossenen Vereinbarung bald der Club España de Tampico wurde. Als 1917 der fast ausschließlich aus Mexikanern bestehende Club México gegründet wurde, war der Grundstein für eine ernsthafte Rivalität gelegt, die über Jahrzehnte hinweg Bestand hatte.
1942 vereinigten sich die besten Spieler beider Mannschaften in der Selección de Tamaulipas; dem Namen nach eine Auswahlmannschaft des Bundesstaates Tamaulipas, de facto aber eine Zusammenstellung der beiden führenden Vereine Tampicos zum Zwecke des Vergleichs mit anderen Mannschaften. Die Selección de Tamaulipas bildete die Basis des mit Wirkung vom 15. März 1945 gegründeten CD Tampico, der für die Profiliga gerüstet wurde.

## Geschichte
Sein erstes Spiel in der Primera División (Saison 1945/46) bestritt der CD Tampico gegen den kommenden Vizemeister Atlante (Endergebnis 3:10) mit folgender Mannschaft: Raúl „Tarzán“ Landeros – Humberto Escamilla, Cuétara – Teodolindo Mourín, Ernesto Olivares, Juan José Sosa – Fidel Menéndez, Ernesto Candia, Teódulo Azuara, Cardín, Pego. Erster Trainer war „Noi“ José Castro. Nach der deutlichen Auftaktniederlage im alten Campo España wurden weitere Spieler verpflichtet und der Bau des Stadions vorangetrieben, das am 1. August 1946 feierlich eröffnet wurde.
In ihrer ersten Saison verloren die Celestes noch doppelt so viele Spiele (18) als sie gewannen (9) und landeten am Saisonende auf dem 13. Platz. In den beiden folgenden Spielzeiten belegte Tampico jeweils einen Platz im Mittelfeld der Tabelle, ehe am Saisonende 1948/49 mit dem letzten Platz ein Tiefpunkt erreicht wurde, der zu einem radikalen Umbruch führte. Für den Neuaufbau wurde auch der ehemalige Trainer „Noi“ Castro zurückgeholt und am Saisonende 1949/50 belegte Tampico immerhin den zehnten Platz. Auch in den beiden folgenden Spielzeiten schritt der Neuaufbau kontinuierlich voran und endete zunächst (1950/51) mit einem neunten und anschließend (1951/52) mit einem sechsten Platz. Mit den Einkäufen vor der Saison 1952/53 machten die Verantwortlichen offensichtlich alles richtig; denn die neu zusammengestellte Mannschaft gewann (zum ersten und einzigen Mal in der Geschichte des Fútbol Tampiqueño) sowohl die Meisterschaft als auch den Supercup.
Einer der überragenden Neuzugänge vor der Meistersaison war „Chango“ Zárate, der unmittelbar nach dem Titelgewinn zu Marte wechselte und mit dieser Mannschaft erneut den Titel gewann, während Tampico die Saison 1953/54 auf dem vierten Platz beendete. Nach weiteren Abgängen landeten die Celestes in den beiden folgenden Jahren auf dem siebten (1954/55) bzw. sechsten (1955/56) Platz. Der Rückfall ins Mittelmaß war für die Verantwortlichen Grund genug, sich von Joaquín Urquiaga, dem Trainer der Meistermannschaft von 1953, zu trennen. Doch sein Rauswurf erwies sich letztendlich als kontraproduktiv, weil die Mannschaft im folgenden Jahr auf den zehnten Rang abstürzte und zwei Jahre später (1957/58) den letzten Tabellenplatz belegte und somit (erstmals in der Vereinsgeschichte) in die Segunda División abstieg.
In der zweiten Liga brach Tampico dann alle Rekorde: unter Trainer Béla Kállói wurden 28 von 32 Spielen gewonnen und nur eins verloren. Dieselbe Dominanz drückte das Torverhältnis von 117:31 aus, an dem der vor Saisonbeginn 1958/59 verpflichtete Torjäger Antonio Pérsico mit 44 Treffern maßgeblichen Anteil hatte.
Nach dem unmittelbaren Wiederaufstieg verpflichtete das Management die Stürmer Roberto Rolando und Ricardo Bonelli, die zusammen mit Pérsico eine erstklassige Sturmreihe bildeten und dem Aufsteiger den siebten Rang bescherten. Mit 22 Treffern wurde Rolando sogar Torschützenkönig der Primera División 1959/60. In der Saison 1960/61 konnte der siebte Platz verteidigt und (zum ersten und einzigen Mal in der Vereinsgeschichte) die Copa México gewonnen werden. Nach einem achten Platz in der Saison 1961/62 war der Niedergang allerdings nicht mehr aufzuhalten. Zum zweiten Mal nach 1958 nahm die Mannschaft in der Abschlusstabelle 1962/63 den letzten Platz ein und stieg erneut ab.
Danach übernahm erst mal der benachbarte CF Madero die lokale Vorherrschaft und brachte zwischen 1965 und 1975 immerhin vier Jahre Erstligafußball in die Region, was dem CD Tampico erst 1977 wieder gelingen sollte. Doch die Rückkehr in die erste Liga verdankte der CD Tampico nicht seinen sportlichen Leistungen, sondern seinen Sponsoren, die für den Verein die Erstligalizenz des finanziell angeschlagenen Club San Luis erwarben.
Als der Verein 1982 selbst finanzielle Probleme hatte, die im Abstieg mündeten, wurde er von der Gewerkschaft der Erdölarbeiter übernommen und in den Tampico-Madero FC umgewandelt. Der neue Name wurde gewählt, um ein Identifikationsmerkmal auch für die Bewohner des benachbarten Ciudad Madero zu schaffen. Bei dem Versuch der Popularitätserweiterung war zudem von Vorteil, dass das Estadio Tamaulipas sich auf halbem Wege zwischen den beiden Nachbarstädten befindet. Glück hatten die neuen Geldgeber außerdem durch die Tatsache, dass sie die Erstligalizenz der Atletas Campesinos aus Querétaro übernehmen konnten und der umgewandelte Verein auf diese Weise dem sportlichen Abstieg entging.
Seine erfolgreichste Saison erlebte der Tampico-Madero FC im Jahr vor der WM 1986, als die FMF anlässlich des bevorstehenden Großereignisses den normalen Ligabetrieb in zwei kürzere Turniere umwandelte: die Prode 85 und Mexico 86. In beiden Turnieren erreichte der Verein aus Tampico die Finalspiele.
Mit nur einem Punkt Vorsprung auf den Absteiger Atlante erreichte der Verein 1990 zwar gerade noch das rettende Ufer, musste seine Lizenz jedoch aufgrund der nunmehr mangelnden Unterstützung durch die Erdölarbeitergewerkschaft an den Querétaro FC veräußern. Die Rückkehr in die höchste Spielklasse gelang anschließend nur noch für die Spielzeit 1994/95.
Mit Ausnahme der Spielzeiten 2001/02 sowie von 2005/06 bis 2008/09, als der Verein zumindest in der zweitklassigen Primera División 'A' vertreten war, spielt er seither lediglich in der drittklassigen Segunda División. In der Saison 2000/01 gewann der die Meisterschaft des Winterturniers 2000 der Segunda División unter seiner damals vorübergehenden Bezeichnung Águilas de Tamaulipas.
Seit der Saison 2016/17 ist der Tampico-Madero FC wieder in der zweiten Liga vertreten.

## Statistische Angaben zum Tampico-Madero FC
Gründungsdatum: 15. März 1945

Spitznamen: Jaibos (Krebse), Jaibas bravas (wilde Krebse)

Vereinsfarben: hellblau und weiß

Landesmeister: 1953

Pokalsieger: 1961

## Die Erfolgsmannschaften
Die Meisterschaft der Saison 1952/53 wurde von folgender Mannschaft errungen: Raúl „Tarzan“ Landeros – Salvador „Médico“ Ayala, Benito Ayán, Elpidio Padilla – Enrique Carretero, Danilo López – Roberto „Chango“ Zárate, Grimaldo González, Carlos Septién, Ernesto „Chueco“ Candia, Nicolás „Pipo“ Téllez. Zum Kader der Meistermannschaft gehörten ferner die Peruaner Rufino Lecca und Julio Ayllón Aparicio.
Durch seine beiden Erfolge (Meister 1953 und Pokalsieger 1961) stand der CD Tampico zweimal in den Supercupfinals, die er mit folgenden Mannschaften bestritt:
- 1953 als Meister gegen Puebla (3:0):

Raúl „Tarzan“ Landeros, Salvador „Médico“ Ayala, Benito Ayán, Elpidio Padilla, Rufino Lecca, Roberto „Chango“ Zárate, José Luis Molina, Grimaldo González, Julio Ayllón Aparicio, Ernesto Candia, Nicolás „Pipo“ Téllez; Trainer: Joaquín Urquiaga.
- 1961 als Pokalsieger gegen Guadalajara (0:1):

Conrado Pulido, Oropeza, Cardoso, Guillermo Méndez, Braulio „Baby“ Pérez, Ranulfo „Chapulin“ Rosas, Raúl Molina, Ricardo Bonelli, Antonio Pérsico, Roberto Rolando, Ignacio Banda; Trainer: Nicolás Palma.

## Weitere bekannte Spieler
- Felipe Altube; einer der erfolgreichsten Torjäger in der Geschichte der Primera División.
- Carlos Septién; einziger WM-Teilnehmer (1954) der Vereinsgeschichte.